# 1851 ve fotografii
Tento článek obsahuje významné fotografické události v roce 1851.

## Události
- 28. července – Proběhlo první zatmění Slunce, které mohlo být fotografováno. Bylo viditelné v Kanadě, Grónsku, na Islandu a v severní Evropě.
- Frederick Scott Archer uvedl svůj kolodiový proces.[1]
- Prosper Mérimée založil misi Missions Héliographiques, jejímž úkolem bylo pořízení fotografií historické francouzské architektury.
- 6. září – Louis Désiré Blanquart-Evrard ukládá první fotografie své produkce v Francouzské národní knihovně a napodobuje tak rytce.

## Narození v roce 1851
- 10. ledna – Catharine Weed Barnesová, průkopnická americká fotografka († 31. července 1913)
- 3. května – Sarah J. Eddy, americká umělkyně a fotografka († 29. března 1945)
- 2. června – Sophus Tromholt, norský fotograf († 17. května 1896)
- 9. července – Jan Nepomuk Langhans, portrétní fotograf († 22. března 1928)
- 4. srpna – Francesco Paolo Michetti, italský malíř a fotograf († 5. března 1929)
- 7. září – František Krátký, český fotograf, patří k nejvýznamnějším fotografům a vydavatelům stereofotografií v českých zemích epochy Rakousko-Uherska († 20. května 1924)
- 5. října – Thomas Pollock Anshutz, americký učitel a umělec († 16. června 1912)
- 17. října – Václav František Rudolf, český spisovatel, malíř, fotograf a divadelník († 4. ledna 1937)
- ? – Charles Henry Currier, americký portrétní fotograf († 1938)
- ? – George C. Cox, americký fotograf († 1903)
- ? – Antoni Amatller, španělský průmyslník, chocolatier, sběratel umění a fotograf († 1910)
- ? – Ohannes Kurkdjian, arménský fotograf se sídlem v Jerevanu, Tbilisi, Singapuru a poté v Surabaji během éry Nizozemské východní Indie († 1903)
- ? – Jaroslav Tkadlec, český inženýr, soukromník, cestovatel a amatérský fotograf (29. dubna 1851 – 19. října 1927)